# МОБАЛ „Д-р Стефан Черкезов“
МОБАЛ „Д-р Стефан Черкезов“ е областната болница във Велико Търново.

## История
Първата болница в България се открива в Търново през 1854 година. Михаил Кефалов участва в разкриването на лечебното заведение. На 2 януари 1867 г. в къщата на Хаджи Димитър Хаджиничов е открита болница, наречена „Свети Козма и Дамян, безсребреници“. Назначени са Стефан Карагьозов за управител и лекарят Янаки Златев.
През 1877 г. болницата е възстановена и лекува ранените войници по време на Руско-турската Освободителна война. В същите здания на 1 юни 1879 г. по решение на правителството е открита първокласна болница с 60 легла.
Строежът на старата болница в квартал Варуша (тогава края на града) започва през 1884 и завършва през 1888 г. В нея са разположени следните отделения: вътрешно, хирургично, гръдно, инфекциозно и кожно-венерическо.
От 1948 г. се казва Областна държавна болница, от 1963 г. е Първостепенна окръжна болница. През 1973 г. е пострен 8-етажен корпус в западната част на града.
Болницата е наименувана на 26-годишния лекар Стефан Черкезов, загубил собствения си живот, докато спасява 40 души от горящ автобус при катастрофа между Велико Търново и Горна Оряховица през 1986 г.

## Изпълнителни директори
- д-р Людмил Гецов
- д-р Стефан Филев (от 2013 г.[3])